# Кутлача
Кутлача (паља, шефарка) је врста кашике која служи за сервирање хране, најчешће разних врста супа и чорба, али и других врста хране. Кутлаче обично имају дугу равну или благо закривљену дршку на чијем се врху налази чинија у коју се захвата храна. Чинија је најчешће оријентисана под тупим углом према дршци да би се олакшало сипање кашасте хране и течности.
Најчешће се израђују од нерђајућег челика, али се користе и: алуминијум, сребро, легуре бакра, пластика, меламинске смоле, дрво, бамбус и други материјали. Величина, облик и материјал израде зависи од намјене кутлаче. Тако се кутлаче укупне дужине мање од 7-8 центиметара користе за сосове и зачине, док се за супе, чорбе и пунчеве користе кутлаче које су веће и од 30 центиметара. Најчешћа запремина чиније код кутлаче је 0,14 литара па се у тањир за супу или чорбу сипа 3-5 кутлача што укупно износи око 0,4-0,7 литара.
На неким такмичењима у кувању прва награда носи назив Прва кутлача.
Кутлача је и презиме које носе Срби поријеклом из околине Книна и Хрвати из околине Сплита.

## Галерија
- Сребрна кутлача из 1876.
- Кутлача од меламиских смола
- Кутлача од нерђајућег челика
- Кутлача од легуре бакра